# Museo diocesano (Sulmona)
Il Museo diocesano di Sulmona è ospitato nei 3 locali del Monastero di Santa Chiara.

Rappresenta una sede distaccata dal Museo civico di Sulmona, perché la maggior parte delle opere proviene dalle chiese della Valle Peligna.

Opere dalla fine del XIII secolo al XVIII secolo raccolgono le poche ma grandi sale, un tempo residenza delle clarisse del Monastero.

Da segnalare molte opere di ignoti, le Madonne col Bambino del XV secolo, paramenti sacri risalenti la maggior parte al XVIII secolo e oreficerie del XIV sec. e della fine del '600.

Le opere provenienti da Sulmona sono poche; tra queste segnaliamo il San Giacomo del XVI secolo.